# Old Sock
| 전문가 평가               | 전문가 평가 |
| 총 점수                   | 총 점수     |
| 출처                      | 점수        |
| ------------------------- | ----------- |
| AnyDecentMusic?           | 5.1/10      |
| 메타크리틱                | 58/100      |
| 평가 점수                 |             |
| 출처                      | 점수        |
| Allmusic                  | [ 3 ]       |
| American Songwriter       | [ 4 ]       |
| Exclaim!                  | 3/10        |
| The Independent           | [ 6 ]       |
| The Independent on Sunday | [ 7 ]       |
| London Evening Standard   | [ 8 ]       |
| musicOMH                  | [ 9 ]       |
| The Observer              | [ 10 ]      |
| Popmatters                | 5/10        |
| Rolling Stone             | [ 12 ]      |

《Old Sock》은 에릭 클랩튼의 열아홉 번째 솔로 스튜디오 음반이다. 그것은 커버뿐만 아니라 두 개의 새로운 곡인 〈Gotta Get Over〉와 〈Every Little Thing〉을 포함한다. 스티브 윈우드, J. J. 케일, 폴 매카트니를 포함한 몇몇 유명한 음악가들이 이 음반에 참여했다.

## 배경
두 개의 새로운 작곡(〈Gotta Get Over〉와 〈Every Little Thing〉)이 포함되어 있으며, 그가 어린 시절부터 오늘날까지 가장 좋아하는 곡의 일부를 다루고 있다. 이 음반에는 스티브 윈우드, J. J. 케일, 폴 매카트니를 포함한 몇 명의 유명한 음악가들이 참여했다. 2013년 7월 죽기 전에 녹음한 케일의 마지막 메이저 음반이다. 영국 음반 차트 11위, 미국 7위에 오른 클랩튼은 영국 BBC와의 인터뷰에서 데이비드 보위와의 대화 끝에 음반 제목을 생각해냈다고 설명했다. 음반 커버는 클랩튼이 휴일에 앤티가섬에서 아이폰으로 찍은 셀카다.

## 곡 목록
| #   | 제목                                           | 작사·작곡                                   | 재생 시간 |
| --- | ---------------------------------------------- | ------------------------------------------- | --------- |
| 1.  | 〈Further on Down the Road (Feat. 타지 마할)〉 | 마할, 제시 E. 데이비스                      | 5:42      |
| 2.  | 〈Angel (Feat. J. J. 케일)〉                   | 케일                                        | 3:53      |
| 3.  | 〈The Folks Who Live on the Hill〉             | 오스카 해머스타인 2세, 제롬 컨              | 3:44      |
| 4.  | 〈Gotta Get Over (Feat. 샤카 칸)〉             | 도일 브램홀 2세, 저스틴 스탠리, 니카 코스타 | 4:36      |
| 5.  | 〈Till Your Well Runs Dry〉                    | 피터 토시                                   | 4:40      |
| 6.  | 〈All of Me (Feat. 폴 매카트니)〉              | 제럴드 마크스, 시모어 시몬스                | 3:22      |
| 7.  | 〈Born to Lose〉                               | 테드 다판                                   | 4:01      |
| 8.  | 〈Still Got the Blues (Feat. 스티브 윈우드)〉  | 게리 무어                                   | 5:52      |
| 9.  | 〈Goodnight, Irene〉                           | 허디 레드베터, 존 로막스                    | 4:20      |
| 10. | 〈Your One and Only Man〉                      | 오티스 레딩                                 | 4:27      |
| 11. | 〈Every Little Thing〉                         | 브램홀 2세, 스탠리, 코스타                  | 4:31      |
| 12. | 〈Our Love Is Here to Stay〉                   | 조지 거슈윈, 이라 거슈윈                    | 4:11      |
| 13. | 〈No Sympathy (보너스 트랙)〉                  | 토시                                        | 4:08      |

## 인증
| 국가 | 인증 | 판매량/출하량 |
| ---- | ---- | ------------- |
| 일본 | —    | 27,035        |